# Naja nigricincta
Naja nigricincta là một loài rắn trong họ Rắn hổ. Loài này được Bogert mô tả khoa học đầu tiên năm 1940.
Đây là loài bản địa ở các khu vực miền nam châu Phi (Namibia, miền nam Angola và Nam Phi).
Loài này từ lâu đã được coi là một phân loài của Naja nigricollis, nhưng sự khác biệt về hình thái học và di truyền đã dẫn đến sự công nhận nó như là một loài riêng biệt. 